# サンショウバラ
サンショウバラ（山椒薔薇、学名：Rosa hirtula）は、バラ科バラ属の落葉小高木。山地に生える。別名、ハコネバラ（箱根薔薇）ともいう。和名は、葉がサンショウに似るのがその由来である。

## 分布と生育環境
日本固有種。分布域は狭く、本州の神奈川県、山梨県および静岡県にまたがる富士・箱根地区に分布し、山地に生育する。
箱根町の花として昭和51年(1976年)8月2日に制定されている。また、山梨県南都留郡山中湖村の「村の花」にもなっている。

## 形態・生態
落葉広葉樹の小低木。幹は太く、バラの仲間では最も背が高く、6メートル (m) にもなる。枝はよく分枝し、稲妻形に屈曲し、扁平な強いトゲが対生する。トゲは鋭く、横向きかやや下を向く。樹皮は淡灰褐色から茶褐色で、若木は滑らか、生長すると縦に裂けて薄く剥がれる。老木になると、剥がれた痕が何層も重なり、独特の風合いになる。一年枝は細く、紫褐色で無毛である。
葉は奇数羽状複葉で、9 - 19個の小葉からなる。小葉は長楕円形で、先端は尖り、縁には細かい鋸歯があり、葉の羽軸と小葉の裏面の主脈に軟毛がある。
花期は5 - 6月。花は単生し、小枝の先端に径5 - 6センチメートル (cm) になる淡紅色の5弁花をつけ、1日から2日で落花する。花柄にトゲが多い。果実は大きく、径2 cmの扁球状になり、全体に蕾時から生える針状の硬い刺が多く残る。実が黄橙色に熟すと甘い香りがある。この果実は果実酒に利用できるが、内部が虫食いになっているものが非常に多いので要注意。
冬芽は円錐形や卵形で赤みがあり、芽鱗3 - 4枚に包まれている。枝先に仮頂芽がつき、側芽が互生する。葉痕は浅いV字形で、維管束痕は3個つく。

## ギャラリー
- 硬い刺がある果実

## 保全状況評価
絶滅危惧II類 (VU)（環境省レッドリスト）